# Городенское княжество
Городенское княжество — древнерусское княжество с центром в Городне (Гродно), существовавшее в XII веке. В XIII веке распалось на уделы (Новогрудский и Волковыйский), которые при неизвестных обстоятельствах в 1240-х годах попали под контроль литовских князей.

## Летописные известия
Городен впервые упоминается в летописи под 1127 годом в связи с участием местного князя Всеволодка в большом походе киевского князя Мстислава Великого против полоцких князей. Мстислав приходился Всеволодку шурином, так как за 10 лет до описываемых событий Владимир Мономах женил Всеволодка на своей дочери Агафье.
Вплоть до 1183 года в летописях упоминаются городенские князья Всеволодковичи — как правило, в связи с военными походами Мономаховичей. Замужество двух дочерей Всеволодка в 1144 году (после его смерти) организовал киевский князь Всеволод Ольгович. На протяжении всего XII века летописи фиксируют «подчинённое положение городенских князей по отношению к Киеву», которое резко контрастировало со своеволием их соседей — полоцких Изяславичей.
Александр Назаренко восстанавливает следующую последовательность городенских князей:
- Всеволодко (не позднее 1117—1142[3]);
- Борис Всеволодович (1141 или 1142 — не позднее 1166)[4];
- Глеб Всеволодович (не позднее 1166—1170);
- Мстислав Всеволодович (1170 — не ранее 1183).

После 1183 года известия о Городенском княжении пропадают из русских летописей. Во 2-й четверти XIII века его территория вошла в состав Литовского княжества. Для заполнения лакуны до 1241 года в литературе иногда приводят имя князя Юрия Глебовича, однако источник этой информации неясен.

## Интерпретация в историографии

### Принеманье как волынская волость
Отец и отчество первого городенского князя, Всеволодка, в древнерусских источниках не упоминаются. В XVII веке составитель изобилующей неточностями Густынской летописи назвал супругом Агафьи «Всеволода Давыдовича Чернеговского». Отталкиваясь от этого известия, В. Н. Татищев искал древнерусский Городен под Черниговом (ср. Городня), а отцом Всеволодка считал черниговского князя Давыда Святославича.
Предположение о черниговском происхождении Всеволодка невероятно уже потому, что по указанию летописи сын Давыда Святославича, Владимир Черниговский, женат был на дочери Всеволодка. В окончательном издании своей «Истории» Татищев идентифицировал отца Всеволодка как правителя более близкого географически Волынского княжества — Давыда Игоревича. В этом предположении он руководствовался, вероятно, отчеством «Давыдович», которым наделил Всеволодка составитель Густынской летописи.
Гипотезу о происхождении городненских князей от Давыда Игоревича некритично повторили Николай Карамзин и Сергей Соловьёв, после чего она стала общепринятой. Поскольку Давыд Игоревич правил к югу от Припяти, Карамзин отрицал тождество Всеволодковой столицы Городена с современным Гродно и пытался искать столичный город Всеволодка в бассейне Припяти, а именно — в окрестностях Пинска. Между тем все земли дреговичей — и Туров, и Пинск, и исконно связанное с ними Берестье — в те годы входили в обширный удел Святополка Изяславича.
Окончательно спор о локализации столицы Городенского княжества был решён в пользу Гродно-на-Немане в советское время раскопками Николая Воронина, которые в припятском Городне значительного археологического слоя не выявили, зато в Гродно вскрыли мощные культурные напластования, начиная с XI века. Николай Воронин не ставит под сомнение татищевский тезис о происхождении городенской династии от волынского князя, а выдвигает предположение «Не предпринял ли Давыд Игоревич, ещё будучи волынским князем, попытки проникнуть в Принеманье и закрепиться в нём?».

### Принеманье как дреговичская волость
Александр Назаренко возражает против происхождения Всеволодка от волынского князя Давыда Игоревича по соображениям как географическим, так и генеалогическим. С точки зрения географии Принеманье граничит не с Волынью, а с землями дреговичей, в частности, с Берестейской волостью, правители которой в 1112 году и ранее ходили войной в Литву на ятвягов. Это свидетельствует о том, что ещё в 1112 году Берестейская, Городенская и Дорогичинская волости составляли единое целое. С точки зрения генеалогии будь Всеволодко Давыдовичем, его супруга, Агафья Владимировна, приходилась бы ему троюродной сестрой, а брак являлся бы неканонически близкородственным. В церковном праве такие браки рассматривались как кровосмесительные, в то время как инициатор брака, Мономах, наоборот, восхвалялся иерархами за благочиние.
Чтобы снять эти возражения, Александр Назаренко ищёт отца Всеволодка среди обладателей Берестейской волости на рубеже XI и XII веков. Ими являлись потомки Изяслава Ярославича из турово-пинской династии — Мстислав Святополчич, а после его смерти в 1097 году — двоюродный брат последнего, Ярослав Ярополчич (сын Ярополка Изяславича, умер в 1102).
Из летописей известно о браке дочери Всеволодка с Юрием Ярославичем (сыном Ярослава Святополчича), а такой брак был бы недопустим с точки зрения канонического права, будь отцом Всеволодка брат Ярослава Святополчича Мстислав. В силу этого А. В. Назаренко высказывается в пользу того, что предком городенских князей являлся Ярослав Ярополчич. В таком случае из сыновей Изяслава Ярославича потомки Святополка правили Туровом, а потомки Ярополка — Городеном.
Можно предположить, что выдел Городенского княжества из состава владений Ярослава Святополчича был осуществлён Мономахом около 1117 года в связи с женитьбой Всеволодка на его дочери и в рамках общего передела волостей, последовавшего за смертью в 1113 году Святополка Изяславича. Эти годы были ознаменованы походами Мономаха против сына Святополка, Ярослава Туровского и Волынского, а также его вероятного союзника, Глеба Минского. Вполне возможно, что условием мирного договора было выделение из Ярославовых владений обособленного Городенского княжества.

### Принеманье как полоцкая волость
В составе земель полоцких Изяславичей во второй половине XII века упоминается Городцовское княжество («трубы трубят городеньскии», пишет автор «Слова о полку Игореве»), которое ряд историков пытается отождествить с Городенским. Между тем Принеманье вплоть до Новогрудка было отделено от владений полоцких Изяславичей непроходимыми лесами, в силу чего его заселение славянами происходило со стороны племенных земель дреговичей и волынян, а не кривичей. Исходя из этих соображений гипотеза о культурно-династической связи Городенского княжества с Полоцкой землёй представляется недостаточно обоснованной.

## Устройство и культура княжества
Основатель Городенского княжества, Всеволодко, умер в 1142 году. О его потомках, Всеволодковичах, летопись ведёт речь в двойственном числе, что позволяет предположить существование в княжестве по крайней мере ещё одного стола. Судя по тому, что каменное строительство велось, помимо Городена, в Волковыске и Новогрудке, можно предположить, что один из братьев Всеволодковичей (Борис или Глеб) правил в одном из этих городов (скорее всего, в Новогрудке, так как соборная церковь там, как и в стольном граде, имела посвящение св. Борису и Глебу).
Расцвет княжества связан с тем, что городенские князья контролировали торговый путь из Немана в Днепр. Один из путей проходил по левому притоку Немана Роси, затем по волоку в Ясельду и Припять; второй по притоку Немана Западной Березине, по волоку в Свислочь и Березину.
Вторая половина XII века была периодом расцвета гродненской культуры, о котором свидетельствует особый архитектурный стиль, единственным дошедшим до нас образцом которого является Коложская церковь в Гродно. В 1184 году Городен был опустошён пожаром, после чего там было возведено ещё несколько каменных зданий.
После 1184 года сведения о городенских князьях из летописей пропадают. Данные сфрагистики указывают на династическую близость правителей Городена, Дорогичина и Волковыска и в конце XII века. На многих печатях присутствует изображение св. Симеона (по предположению Н. Н. Воронина, таково было христианское имя предка местных князей, Всеволодка). Плинфа княжеского дворца в Городене хранит княжеские знаки Всеволодковичей («двузубец с перекрещенным нижним отрогом, несколько отогнутым влево»).

## Упадок
Судьба Городенского княжества в XIII веке источниками не прослеживается. Неизвестно и то, когда точно и каким образом т. н. Чёрная Русь оказалась в составе Великого Княжества Литовского. Род Всеволодковичей, возможно, какое-то время продолжал править в качестве вассалов литовских князей. Судя по имени, к нему принадлежал волковысский князь Глеб, в 1250-е годы (по известиям Галицко-Волынской летописи) признававший над собой власть Войшелка.
Возможно, в 1224 году Городно было разорено немецкими рыцарями, в 1241 году — монголо-татарами. В 1250 году на короткое время было захвачено Даниилом Галицким, после чего снова вернулось к Миндовгу. Своего сына Романа Даниловича галицкий князь посадил в Новогрудке, женив на дочери упомянутого Глеба Волковысского. О дальнейшей истории этой области см. Чёрная Русь.